# Sint-Dominicuskathedraal
De Sint-Dominicuskathedraal is een rooms-katholiek kerkgebouw in neogotische stijl op de oever van de Min Jiang in de Zuid-Chinese kuststad Fuzhou. Het is de grootste katholieke kerk in de provincie Fujian.

## Geschiedenis
De kerk  werd gebouwd in 1864 tijdens de regeerperiode van Keizer Tongzhi van de Qing-dynastie. De kerk heeft twee etages en is gemaakt van baksteen en hout. In 1932 werd het gebouw gerenoveerd. 
Door de verbouwing van de rivieroeverboulevard, waaraan de kerk ligt, moest het gebouw verplaatst worden. Op 9 oktober 2008 werd de kerk negentig graden gedraaid en dertig meter richting het zuiden verplaatst. Het was de eerste keer in China dat een oud gebouw verplaatst werd. Het duurde meer dan een maand voor het gebouw op haar nieuwe bestemming was geplaatst.

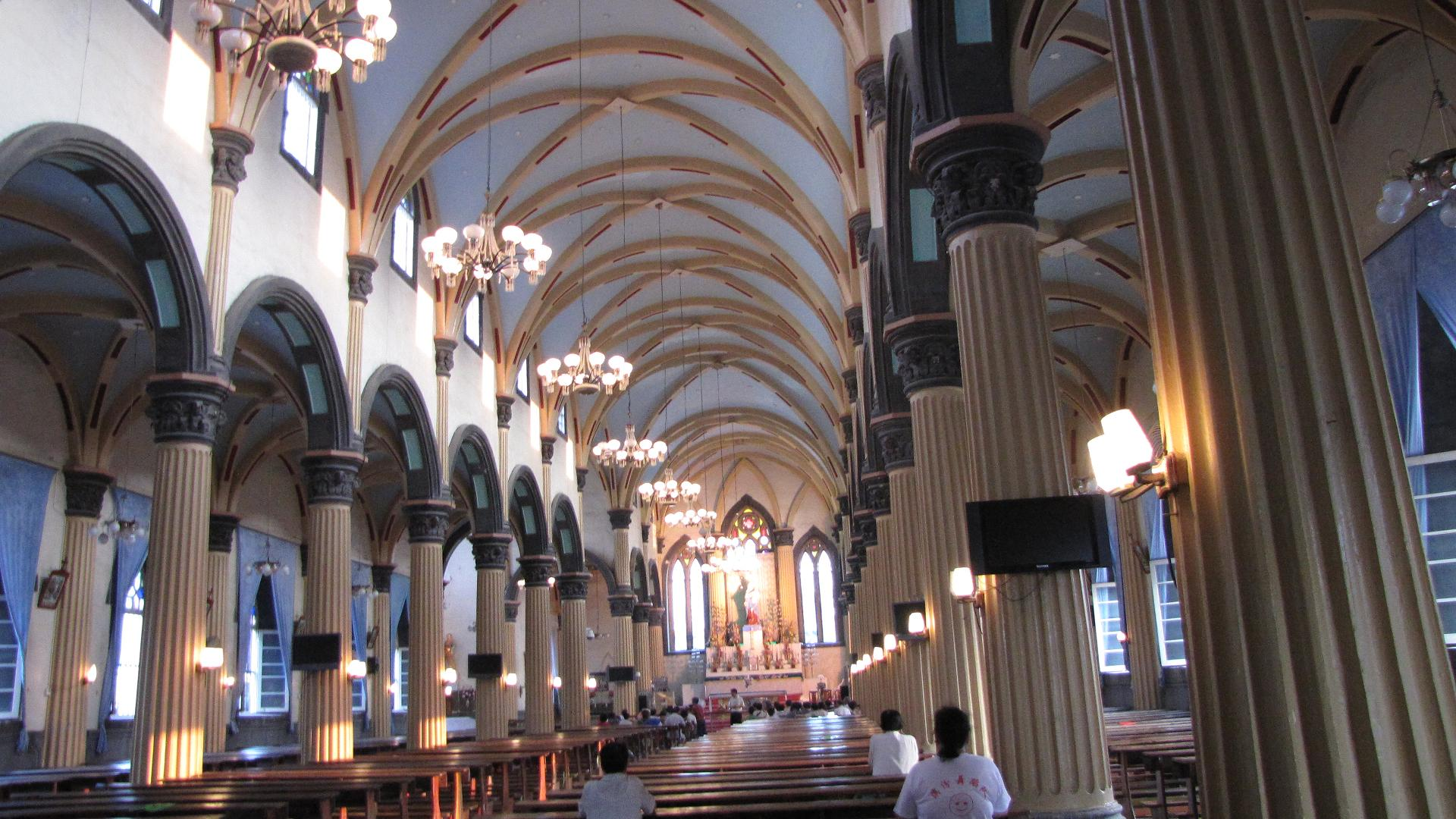
Het interieur